# Ching-Wen Chao
Ching-Wen Chao (Mandarijn: 趙菁文) (1973) is een Taiwanees componiste en muziekpedagoog.

## Levensloop
Chao studeerde compositie aan de National Taiwan Normal University en behaalde haar Bachelor of Music in 1995 aldaar. In 1994 nom zij deel aan de Internationale Ferienkurse für Neue Musik te Darmstadt. Daarna studeerde zij verder compositie aan de School of Music van de Stanford-universiteit onder andere bij Jonathan Harvey, Brian Ferneyhough en Chris Chafe. In juli 1999 was zij ook deelnemer aan de Stockhausen-Kurse te Kürten. Zij deed ook onderzoeken en studies voor elektronische muziek aan de Center for Computer Research in Music and Acoustics (CCRMA). Aan de Stanford-universiteit promoveerde zij tot Doctor of Musical Art. 
In 2002 en 2003 was zij lecturer aan de Stanford-universiteit. Tegenwoordig is zij assistent-professor aan de muziekafdeling van de National Taiwan Normal University.
Chao kreeg verschillende internationale prijzen en onderscheidingen, zoals in 1999 won zij met haar Strijkkwartet nr. 2 de 1e prijs tijdens de Young Composer Competition van de Asian Composer League en eveneens de 1e prijs van Music Taipei Composition Competition in Taiwan. Haar werken werden uitgevoerd op bekende internationale festivals zoals Dresdner Tage Fuer Zeitgenössische Musik, Shanghai International Electroacoustic Music Festival, Festival des 38eme Rugissants in 2004, Contemporary Clarinet Music Festival, Seoul International Computer Music Festival, bij het Institut für Neue Musik und Musikerziehung in Darmstadt, de International Conference of the World Association for Symphonic Bands and Ensembles in 2005 in Singapore en de Electroacoustic Music Society Conference in 2008. En ook op festivals in Canada, Indonesië, Colombia, Zuid-Korea en Nieuw-Zeeland werden haar werken geprogrammeerd. 

## Composities

### Werken voor orkest
- 2008 Mirror of Time

### Werken voor harmonieorkest
- 2003 Fanfare under the Stars, voor harmonieorkest

### Kamermuziek
- 1994/1998 Duet, voor twee klarinetten
- 1998-1999 Strijkkwartet nr. 2
- 2000 Departure Tracings voor sextet (dwarsfluit, klarinet, viool cello, slagwerk en piano)
- 2005 Retentir, Archtype, Exuberant Dances, voor dwarsfluit, hobo, cello, piano en 2 slagwerkers

### Werken voor piano
- 1999 Studies, voor twee piano's
- 2004 In an instant...

### Elektronische werken
- 1998 Soundstates, voor slagwerk en geluidsband
- 1998/2001 Soundstates, voor slagwerk en geluidsband
- 1999 Counterattack, voor klarinet en vertraging
- 2000 Elegy, voor Celletto
- 2001 The Captured Shadow, voor sopraan-trombone, vertraging en geluidsband
- 2004 PaleFire II, voor klarinet en geluidsband
- 2004 The Sealman, muziek voor animatie
- 2005-2006 Natural Boundary (Tian Nie), voor zheng, viool, cello en elektronica